# Liste der Straßen und Plätze in Berlin-Alt-Hohenschönhausen

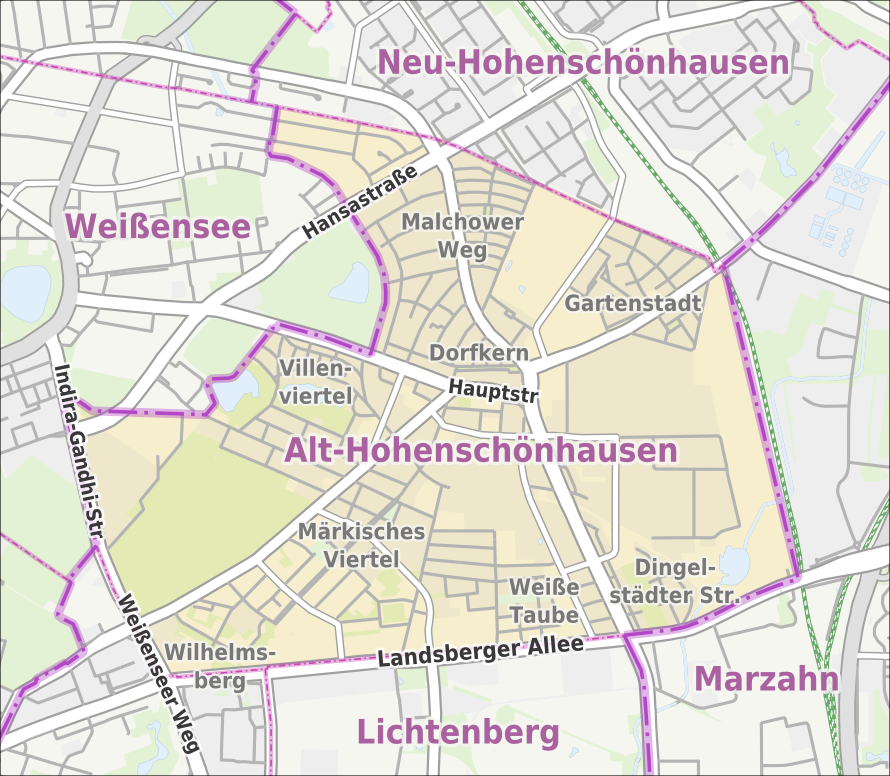
Übersichtskarte von Berlin-Alt-Hohenschönhausen mit ausgewählten Straßen und den einzelnen Vierteln

Diese Liste der Straßen und Plätze in Berlin-Alt-Hohenschönhausen beschreibt die im Berliner Straßenverzeichnis aufgeführten bestehenden Straßen und Plätze des Ortsteils Alt-Hohenschönhausen. Gleichzeitig ist diese Zusammenstellung ein Teil der Listen aller Berliner Straßen und Plätze.

## Überblick

### Statistisches
Alt-Hohenschönhausen hat 51.898 Einwohner (Stand: 31. Dezember 2023). Das Straßennetz des Ortsteils ist zentral auf den Dorfkern an der Hauptstraße ausgerichtet, wobei die zuführenden Hauptverkehrsstraßen im Wesentlichen den historischen Verbindungen entsprechen. Darüber hinaus bestehen im Süden mit der Landsberger Allee, im Westen mit dem Weißenseer Weg und der Indira-Gandhi-Straße sowie im Nordwesten mit der Hansastraße drei Verbindungen, die den Ortsteil tangieren und teilweise auch seine Grenze bilden. Im Osten wird der Ortsteil dagegen vom Berliner Außenring abgegrenzt.
Insgesamt verlaufen 154 Straßen und vier Plätze vollständig oder teilweise auf Alt-Hohenschönhauser Gebiet. Die längste Verbindung stellen die Landsberger Allee als südliche Ortsteilgrenze mit rund 2800 Metern sowie die Konrad-Wolf-Straße, welche ausschließlich im Ortsteil verläuft, mit 2400 Metern dar. Die kürzesten Straßen sind die Elfriedestraße im nördlichen Villenviertel mit rund 60 Metern sowie die Markfriedstraße in der Gartenstadt mit etwa 75 Metern Länge.

### Prinzipien der Namensvergabe
Die Straßen lassen sich anhand ihres Namens und dem Zeitpunkt ihrer Benennung meist einem bestimmten Viertel zuordnen. Davon abweichende Benennungen treffen in der Regel auf die historischen Verbindungen in die umliegenden Ortsteile sowie den zentralen Straßen innerhalb der Viertel zu. Bezogen auf die aktuellen Straßennamen können chronologisch betrachtet folgende Phasen festgestellt werden:
- Die im älteren, südlichen Teil des Villenviertels nördlich der Konrad-Wolf-Straße gelegenen Straßen erhielten vor und um das Jahr 1900 Namen von Politikern des Kreises Niederbarnim.
- Für den jüngeren (nördlichen) Teil des Villenviertels wurden kurz nach seiner Anlage 1900 Frauennamen für die Straßen namensgebend.
- Im ebenfalls um das Jahr 1900 angelegten Märkischen Viertel sind die Straßen nach Orten der östlichen Mark Brandenburg benannt.
- 1920 und bei späteren Aktionen erfolgte als Reaktion auf das Groß-Berlin-Gesetz die Umbenennung diverser Straßen nach Politikern der bis dahin selbstständigen Landgemeinde Berlin-Hohenschönhausen.
- 1925 wurden die Straßen der Gartenstadt nach männlichen Vornamen benannt.
- 1927 erhielten die nördlich der Landsberger Allee in den Siedlungen Weiße Taube und Dingelstädter Straße gelegenen Straßen Namen von thüringischen Orten. Zwei weitere Straßen folgten 1936. Ein Teil der Straßen wurde in den 1970er Jahren entwidmet, aber in den 1990er Jahren wurden sie entlang ihres historischen Verlaufs neu angelegt.
- 1930 und 1936 wurden die westlich des Malchower Wegs gelegenen Straßen nach Orten in der Neumark benannt.
- Ebenfalls 1936 erhielten die nördlich der Feldtmannstraße gelegenen Straßen Namen nach Orten in der Eifel. Östlich und südwestlich des Malchower Wegs entstand eine private Kleinsiedlung, deren Straßen noch als nummerierte Privatstraßen aufgeführt sind.
- Zwischen 1976 und 1980 erhielten die in den Neubaugebieten Hohenschönhausen I nördlich der Landsberger Allee und Hohenschönhausen II in Umgebung zur Hauptstraße neu angelegten Straßen die Namen von Orten im Barnim.

Darüber hinaus gibt es weitere Einzelfälle sowie diverse Straßen, die nach wie vor als nummerierte Straßen – beispielsweise Straße 142 – bezeichnet sind. Die jeweils historischen Bezeichnungen werden bei den jeweiligen Straßen mit aufgeführt.

## Übersicht der Straßen und Plätze
Die nachfolgende Tabelle gibt eine Übersicht über die vorhandenen Straßen und Plätze im Ortsteil sowie einige dazugehörige Informationen.
- Name/Lage: aktuelle Bezeichnung der Straße oder des Platzes. Über den Link Lage kann die Straße oder der Platz auf verschiedenen Kartendiensten angezeigt werden. Die Geoposition gibt die Lage der ungefähren Mitte der Straßenlänge an.
- Im amtlichen Straßenverzeichnis nicht aufgeführte Verkehrswege sind mit * gekennzeichnet.
- Ehemalige oder nicht mehr gültige Straßennamen sind kursiv gesetzt. Für bedeutende ehemalige Straßen oder historische Straßennamen ist gegebenenfalls eine gesonderte Liste vorhanden.
- Länge/Maße in Metern:
Die in der Übersicht enthaltenen Längenangaben sind  gerundete Übersichtswerte, die in Google Earth mit dem dortigen Maßstab ermittelt wurden. Sie dienen Vergleichszwecken und werden, sofern amtliche Werte bekannt sind, ausgetauscht und gesondert gekennzeichnet.
Bei Plätzen sind die Maße in der Form a × b für rechteckige Anlagen und für (ungefähr) dreieckige Anlagen als a × b × c mit a als längster Seite angegeben.
Sofern die Straße auch in benachbarte Ortsteile weiterführt, gibt der Zusatz ‚im Ortsteil‘ an, wie lang der Straßenabschnitt innerhalb des Ortsteils dieses Artikels ist.
- Namensherkunft: Ursprung oder Bezug des Namens.
- Anmerkungen: weitere Informationen über anliegende Baudenkmale oder Institutionen, die Geschichte der Straße und historische Bezeichnungen.
- Bild: Foto der Straße oder eines anliegenden Objektes.

| Name/Lage                        | Länge/Maße (in Metern) | Namensherkunft | Datum der Benennung | Anmerkungen | Bild                                                        |
| -------------------------------- | ---------------------- | --- | ------------------- | --- | ----------------------------------------------------------- |
| Agnethaweg (Lage)                | 0110                   | Agnetha Fältskog (* 1950), schwedische Sängerin und Komponistin, Mitglied von ABBA                                                  | 5. Sep. 2016        | Die Straße liegt im Arendscarree und zweigt vom Arendsweg ab. | Agnethaweg                                                  |
| Allendorfer Weg (Lage)           | 0400                   | Allendorf, Ortsteil der Stadt Bad Sooden-Allendorf in Hessen                                                                        | 30. Sep. 1927       | Der Allendorfer Weg führt von der Ferdinand-Schultze-Straße zur Dingelstädter Straße. Die Straße ist durch die Rhinstraße sowie einer Kleingartenanlage zweimal unterbrochen. Zuvor wurde die Straße als Straße 111 bezeichnet. | Allendorfer Weg                                             |
| Altenhofer Straße (Lage)         | 0800                   | Altenhof, Ortsteil der Gemeinde Schorfheide in Brandenburg                                                                          | 27. Okt. 1976       | Die Altenhofer Straße wurde bei der Errichtung des Neubaugebietes nördlich der Landsberger Allee angelegt und verläuft von der Sandinostraße in einem Bogen zur Konrad-Wolf-Straße. | Altenhofer Straße                                           |
| Am Faulen See (Lage)             | 0875                   | Fauler See, Gewässer im Ortsteil Weißensee                                                                                          | 4. Aug. 1930        | Die Straße verläuft parallel zur östlichen Begrenzung des Naturschutzgebietes am Faulen See und führt von der Suermondtstraße zur Drossener Straße. | Am Faulen See                                               |
| Anna-Ebermann-Straße (Lage)      | 0425                   | Anna Ebermann (1891–1944), Widerstandskämpferin                                                                                     | 4. Feb. 1976        | Die Anna-Ebermann-Straße verläuft von der Wartenberger Straße zur Gehrenseestraße mit mehreren Abzweigungen und wurde als Teil des Neubaugebiets Hohenschönhausen II errichtet. | Anna-Ebermann-Straße                                        |
| Anna-Maria-Müller-Straße         |                        | Anna-Maria Müller (1949–2009), Rennrodlerin, Olympiasiegerin und mehrfache Europa- sowie DDR-Meisterin                              | 2014                | Die Straße liegt im Olympia-Viertel des Wohnparks Gartenstadt ein Stück parallel zur Anna-Ebermann-Straße. Hier lässt die 'Deutsche Reihenhaus AG' in Berlin-Alt-Hohenschönhausen zwölf eingeschossige Reihenhäuser auf einer Fläche von rund 30.000 m² errichten und weitere individuelle Wohnvillen entstanden oder entstehen noch (September 2017). |                                                             |
| Annemariestraße (Lage)           | 0190                   | Annemarie, weiblicher Vorname | vor 1913            | Die Annemariestraße liegt im nördlichen Teil des Villenviertels und führt von der Oberseestraße zur Suermondtstraße. | Annemariestraße                                             |
| Anni-Frid-Weg (Lage)             | 090                    | Anni-Frid Lyngstad (* 1945), schwedische Sängerin und Mitglied von ABBA                                                             | 5. Sep. 2016        | Die Straße liegt im Arendscarree und zweigt vom Arendsweg ab. | Anni-Frid-Weg                                               |
| Arendsweg (Lage)                 | 0715                   | Leopold Arends (1817–1882), Erfinder einer Kurzschrift                                                                              | 30. Sep. 1927       | Der Arendsweg führt von der Lichtenauer Straße zur Landsberger Allee und bildet die Nord-Süd-Achse der Siedlung Weiße Taube. Zuvor wurde sie als Straße 101 bezeichnet, darüber hinaus trug die Verbindung über lange Zeit den inoffiziellen Namen Taubenweg. Dieser führte ursprünglich weiter bis zur Ferdinand-Schultze-Straße. In einer kleinen Grünanlage an der Ecke zur Landsberger Allee steht die 1995 von Wolfgang Stübner angefertigte Wurzelplastik head over heels. | Arendsweg                                                   |
| Arnimstraße (Lage)               | 0680                   | Arnim, männlicher Vorname | 16. Jan. 1925       | Die Arnimstraße verläuft von der Wartenberger Straße zur Gehrenseestraße und bildet die nördliche Begrenzung der Gartenstadt. Zwischen 1962 und 1983 befand sich am östlichen Ende die Wendeschleife der Straßenbahnlinie 63. Zuvor wurde sie als Straße 45a bezeichnet. | Arnimstraße                                                 |
| Augustastraße (Lage)             | 0235                   | Augusta, weiblicher Vorname | vor 1907            | Die Augustastraße liegt im nördlichen Teil des Villenviertels und führt von der Oberseestraße bis zur Elsastraße. Ursprünglich befand sich der Straßenanfang an der Orankestraße, dieser Teil wurde in den 1920er Jahren der Oberseestraße zugeschlagen. | Augustastraße                                               |
| Bahnhofstraße (Lage)             | 0460                   | Güterbahnhof Berlin-Hohenschönhausen                                                                                                | 1912                | Die Straße verläuft parallel zur Industriebahn Tegel–Friedrichsfelde und stellt die Verbindung von der Konrad-Wolf-Straße zum Güterbahnhof Hohenschönhausen dar. | Bahnhofstraße                                               |
| Bennostraße (Lage)               | 0435                   | Benno, männlicher Vorname | 16. Jan. 1925       | Die Straße bildet von der Gehrenseestraße aus kommend bis zur Detlevstraße den südlichen Abschluss der Gartenstadt Hohenschönhausen. Zuvor wurde sie als Straße 54a bezeichnet. | Bennostraße                                                 |
| Bennyweg (Lage)                  | 0120                   | Benny Andersson (* 1946), schwedischer Musiker, Songwriter und Musikproduzent sowie Mitglied von ABBA                               | 5. Sep. 2016        | Die Straße liegt im Arendscarree und führt vom Agnethaweg zum Anni-Frid-Weg. | Bennyweg                                                    |
| Berkenbrücker Steig (Lage)       | 0250                   | Berkenbrück, Gemeinde in Brandenburg                                                                                                | 1947                | Der Berkenbrücker Steig verläuft von der Konrad-Wolf-Straße zur Mittelstraße. Zuvor wurde die Verbindung als Birkenstraße sowie zwischen 1937 und 1947 als Kurt-Ecker-Straße bezeichnet. Im 21. Jahrhundert ließ der schwedische Bau- und Immobilienkonzern NCC entlang dieser Straße 30 Stadthäuser mit kleinem Garten drum herum errichten. Diese Wohnanlage erhielt die Bezeichnung Stadtoase Wilhelmsberg. | Berkenbrücker Steig                                         |
| Bertastraße (Lage)               | 0125                   | Berta, weiblicher Vorname | vor 1915            | Die Bertastraße führt von der Augustastraße aus nach Westen und endet als Sackgasse vor dem Orankestrand. | Bertastraße                                                 |
| Biesenthaler Straße (Lage)       | 0260                   | Biesenthal, Stadt in Brandenburg | 27. Okt. 1976       | Die Biesenthaler Straße wurde beim Bau einer Neubausiedlung nördlich der Landsberger Allee angelegt und verläuft im rechten Winkel von der Joachimsthaler Straße zum Arendsweg. | Biesenthaler Straße                                         |
| Biesterfelder Straße (Lage)      | 0325                   | Biesterfelde, seit 1945 Bystrze, Ortschaft der Gemeinde Miłoradz in der Woiwodschaft Pommern, Polen                                 | 17. Mai 1930        | Die Biesterfelder Straße führt von der Niehofer Straße nach Norden zum Malchower Weg, wo sie in die Straße 142 übergeht. Zuvor wurde sie als Straße 20 bezeichnet. | Biesterfelder Straße                                        |
| Bitburger Straße (Lage)          | 0835 (im Ortsteil)     | Bitburg, Stadt in Rheinland-Pfalz                                                                                                   | 10. Juli 1933       | Die Bitburger Straße führt von der Piesporter Straße zum Kyllburger Weg, ein Fußweg führt weiter bis zur Hansastraße. Zwischen der Piesporter Straße bis zur Perler Straße befindet sich die Straße in Weißensee, dort ist die Straße zudem durch ein Gewässer unterbrochen. Zuvor wurde die Straße als Straße D bezeichnet. | Bitburger Straße                                            |
| Björnweg (Lage)                  | 0120                   | Björn Ulvaeus (* 1945), schwedischer Musiker, Songwriter und Musikproduzent sowie Mitglied von ABBA                                 | 5. Sep. 2016        | Die Straße liegt im Arendscarree und führt vom Agnethaweg zum Anni-Frid-Weg. | Björnweg                                                    |
| Bürknersfelder Straße (Lage)     | 0540                   | Bürknersfelde, ehemaliges Vorwerk in Marzahn                                                                                        | 30. Nov. 1995       | Die Bürknersfelder Straße verläuft von der Wassergrundstraße nach Westen und endet an der Trasse der ehemaligen Industriebahn Tegel–Friedrichsfelde. | Bürknersfelder Straße                                       |
| Chamierstraße (Lage)             | 0105                   | Heinrich Wilhelm Artur von Chamier (1833–1906), Amtsvorsteher in Hohenschönhausen                                                   | vor 1912            | Die Chamierstraße liegt im südwestlichen Teil des Villenviertels und bildet eine Verbindung zwischen Oranke- und Manetstraße. | Chamierstraße                                               |
| Christianstraße (Lage)           | 0410                   | Christian, männlicher Vorname | 16. Jan. 1925       | Die Straße befindet sich im nördlichen Teil der Gartenstadt und verläuft von der Arnimstraße kommend bis zum Elsengraben. Zuvor wurde sie als Straße 42 bezeichnet. | Christianstraße                                             |
| Christophstraße (Lage)           | 0095                   | Christoph, männlicher Vorname | 16. Jan. 1925       | Die Straße befindet sich im nördlichen Teil der Gartenstadt und verläuft von der Lotharstraße kommend am Elsengraben entlang. Zuvor wurde sie als Straße 41a bezeichnet. | Christophstraße                                             |
| Darßer Straße (Lage)             | 0120 (im Ortsteil)     | Darß, mittlerer Teil der Halbinsel Fischland-Darß-Zingst in Mecklenburg-Vorpommern                                                  | 18. Jan. 1990       | Die Darßer Straße verlief ursprünglich nur bis zur Ribnitzer Straße und wurde 1992 über die Darßer Brücke zur Roelckestraße in Weißensee verlängert. Lediglich der kurze Abschnitt von der Kreuzung Falkenberger Chaussee bis hinter dem Kyllburger Weg befindet sich im Ortsteil. Der längere Abschnitt gehört zur Stadtrandsiedlung Malchow. Der südliche Abschnitt hieß zuvor Hohenschönhauser Weg. | Darßer Straße                                               |
| Dasburger Weg (Lage)             | 0085                   | Dasburg, Ortsgemeinde in Rheinland-Pfalz                                                                                            | 30. Okt. 1936       | Der Dasburger Weg führt in einem Bogen vom Kyllburger Weg aus nach Westen und endet wenige Meter danach als Sackgasse. In Verlängerung folgt eine Kleingartensiedlung sowie eine weitere Straße, die dem Waxweiler Weg zugeschlagen wurde. Zuvor wurde sie als Straße 225 bezeichnet. | Dasburger Weg                                               |
| Degnerstraße (Lage)              | 1275                   | Friedrich Degner (1855–1907), Unternehmer                                                                                           | 1912                | Die Straße beginnt im Südwesten an der Konrad-Wolf-Straße, kreuzt die Suermondtstraße und endet im Nordosten am Malchower Weg. Der Namensgeber Friedrich Degner war Vorsteher und technischer Leiter des Betreibers der Straßenbahn Berlin–Hohenschönhausen, deren Betriebshof sich in der Degnerstraße 9 befand. Zuvor wurde sie nach dem dort befindlichen Straßenbahnhof als Bahnhofstraße bezeichnet. | Degnerstraße                                                |
| Detlevstraße (Lage)              | 0470                   | Detlev, männlicher Vorname | 16. Jan. 1925       | Die Detlevstraße verläuft von der Gehrenseestraße aus unter der Gehrenseebrücke hindurch zur Bennostraße und bildet die östliche Begrenzung der Gartenstadt. Zuvor wurde sie als Straße 45 bezeichnet. | Detlevstraße                                                |
| Dietrichstraße (Lage)            | 0315                   | Dietrich, männlicher Vorname | 16. Jan. 1925       | Die Dietrichstraße verläuft im nördlichen Teil der Gartenstadt parallel zur Gehrenseestraße von der Arnimstraße aus Richtung Edgarstraße. Den ursprünglichen Abschluss bildete der ehemalige Dietrichplatz an der Kreuzung der beiden Straßen, der in den 1980er Jahren teilweise überbaut wurde. Zuvor wurde sie als Straße 43 bezeichnet. | Dietrichstraße                                              |
| Dingelstädter Straße (Lage)      | 0575                   | Dingelstädt, Stadt in Thüringen | 30. Sep. 1927       | Die Dingelstädter Straße ist die zentrale Nord-Süd-Achse der gleichnamigen Siedlung, die in den 1920er-Jahren errichtet wurde. Ursprünglich von der Landsberger Allee bis zur Plauener Straße durchgehend, wurde die Straße nach Verlegung der letzteren zu einer Sackgasse. An der Hausnummer 48a befindet sich eine Gedenktafel für Artur Becker, der hier von 1929 bis 1933 wohnte. Zuvor wurde sie als Straße 114 bezeichnet. | Dingelstädter Straße                                        |
| Döhrendahlstraße (Lage)          | 0100                   | Friedrich Wilhelm Döhrendahl (1892–1918), Träger des Goldenen Militär-Verdienst-Kreuzes, im Ersten Weltkrieg gefallen               | 25. Aug. 1939       | Die Döhrendahlstraße verläuft in einem Bogen von der Seefelder Straße zum Malchower Weg und geht anschließend in die Titastraße über. Als Teil der ehemals privaten Kleinsiedlung am Malchower Weg wurde sie zuvor als Privatstraße 15 bezeichnet. | Döhrendahlstraße                                            |
| Drossener Straße (Lage)          | 0570                   | Drossen, Stadt in der Woiwodschaft Lebus, Polen, beim Anlegen in der Neumark                                                        | 17. Mai 1930        | Die Drossener Straße verläuft vom Malchower Weg zum Naturschutzgebiet Fauler See. Zuvor wurde sie als Straße A bezeichnet. | Drossener Straße                                            |
| Edgarstraße (Lage)               | 0335                   | Edgar, männlicher Vorname | 16. Jan. 1925       | Die Edgarstraße im nördlichen Teil der Gartenstadt führt von der Lotharstraße zur Gehrenseestraße und geht anschließend in die Norbertstraße über. Zuvor wurde sie als Straße 44 bezeichnet. | Edgarstraße                                                 |
| Elfriedestraße (Lage)            | 0060                   | Elfriede, weiblicher Vorname | vor 1912            | Die Elfriedestraße im nördlichen Teil des Villenviertels führt von der Oberseestraße zur Elsastraße. | Elfriedestraße                                              |
| Elsastraße (Lage)                | 0555                   | Elsa, weiblicher Vorname | vor 1907            | Die Elsastraße verläuft von der Suermondtstraße parallel zur Oberseestraße bis zum Sabinensteig. | Elsastraße                                                  |
| Erich-Hagen-Straße               |                        | Erich Hagen (1936–1978), Radsportler, Olympiateilnehmer und mehrfacher DDR-Meister                                                  | 2014                | Die Straße liegt im Olympia-Viertel des Wohnparks Gartenstadt. Hier lässt die 'Deutsche Reihenhaus AG' in Berlin-Alt-Hohenschönhausen zwölf eingeschossige Reihenhäuser auf einer Fläche von rund 30.000 m² errichten und weitere individuelle Wohnvillen entstehen. |                                                             |
| Falkenberger Chaussee (Lage)     | 0100 (im Ortsteil)     | Falkenberg, Ortsteil im Bezirk Lichtenberg von Berlin                                                                               | Anf. 19. Jh.        | Die Falkenberger Chaussee ist Teil der historischen Verbindung zwischen Berlin und Bad Freienwalde (Oder). Die Straße wurde zu Beginn des 19. Jahrhunderts zur Chaussee ausgebaut. Sie wird von der Straßenbahn befahren. Nur ein kurzes Stück zwischen Darßer Straße/Malchower Weg und der Ortsteilgrenze zu Neu-Hohenschönhausen liegt im Ortsteil. | Falkenberger Chaussee                                       |
| Feldtmannstraße (Lage)           | 0755 (im Ortsteil)     | Heinrich Feldtmann (1838–1905), Gemeindevorsteher von Weißensee                                                                     | vor 1900            | Die Feldtmannstraße verläuft von der Berliner Allee zur Hansastraße und ist auf Höhe des Kyllburger Wegs nicht durchgängig befahrbar. Zwischen der Berliner Allee und der Perler Straße befindet sich die Straße in Berlin-Weißensee. | Feldtmannstraße                                             |
| Ferdinand-Schultze-Straße (Lage) | 1500                   | Ferdinand Schultze (1858–1934), Gemeindevertreter in Hohenschönhausen                                                               | 1920                | Die Ferdinand-Schultze-Straße verlief ursprünglich direkt vom östlichen Ende der Hauptstraße aus zur Landsberger Allee, in den 1920er Jahren wurde das Nordende zur Gärtnerstraße verschoben und der alte Ast als Fußweg beibehalten. | Ferdinand-Schultze-Straße                                   |
| Freienwalder Straße (Lage)       | 0555                   | Bad Freienwalde (Oder), Stadt in Brandenburg                                                                                        | vor 1906            | Die Freienwalder Straße im Märkischen Viertel verläuft von der Konrad-Wolf-Straße zur Genslerstraße. Am östlichen Ende befindet sich der Eingang zur ehemaligen Untersuchungshaftanstalt des MfS und heutigen Gedenkstätte Berlin-Hohenschönhausen. Bis 1990 war der Abschnitt nördlich der Goeckestraße auf Grund der Nähe zur Haftanstalt Sperrgebiet. | Freienwalder Straße                                         |
| Friedhofstraße (Lage)            | 0130                   | nach den Friedhöfen in Hohenschönhausen                                                                                             | vor 1902            | Die Friedhofstraße führt von der Orankestraße zum westlichen Ende der Roedernstraße. | Friedhofstraße                                              |
| Fritz-Lesch-Straße (Lage)        | 1015                   | Fritz Lesch (1898–1937), Widerstandskämpfer                                                                                         | 27. März 1973       | Die Fritz-Lesch-Straße verläuft vom Weißenseer Weg zum Orankeweg und bildet die nördliche Zufahrtsstraße zum Sportforum Hohenschönhausen. An ihr liegen diverse Wettkampfstätten, Institutionen sowie die Werner-Seelenbinder-Oberschule. Die ehemalige Straße 118 wurde anlässlich des 20. Jahrestages der Gründung der SV Dynamo umbenannt. | Fritz-Lesch-Straße                                          |
| Gärtnerstraße (Lage)             | 0690                   | ursprüngliche Lage hinter den Gärten der Hauptstraße                                                                                | vor 1905            | Die Gärtnerstraße verläuft von der Konrad-Wolf-Straße bis zur Rhinstraße südlich parallel zur Hauptstraße. In den 1990er Jahren erfolgte der Ausbau der Straße, um eine mögliche Umgestaltung der Hauptstraße in eine Fußgängerzone vorzubereiten. In den ersten Jahren ihrer Anlage hieß der Verkehrsweg Gartenstraße. In dieser Straße befindet sich der Städtische Friedhof Hohenschönhausen, auf dem am 24. Oktober 1998 ein DenkOrt eingeweiht wurde, der an die Opfer des sowjetischen Speziallagers Nr. 3 erinnert. Der DenkOrt besteht aus dem mit Feldsteinen belegten Gräberfeld, einem Gedenkstein mit Inschrift und gusseiserner Tafel, dem mit Dornensträuchern gestalteten Zugang sowie einem als Labyrinth angelegten Eingangsbereich aus Eichenbohlen. | Gärtnerstraße                                               |
| Gehrenseestraße (Lage)           | 1180 (im Ortsteil)     | Gehrensee, Gewässer im Ortsteil Falkenberg                                                                                          | 1. Nov. 1980        | Die Gehrenseestraße verläuft im Ortsteil von der Wartenberger Straße bis zum Berliner Außenring und führt weiter nach Falkenberg. Sie teilt die Gartenstadt in einen südlichen und nördlichen Teil. Zwischen 1953 und 1983 befuhr die Straßenbahnlinie 63 die Straße. Bis 1980 hieß sie Falkenberger Straße. | Gehrenseestraße                                             |
| Gembitzer Straße (Lage)          | 0430                   | beim Anlegen der Straße Gembitz (→ Gębice), Ortschaft der Gemeinde Pępowo in der Woiwodschaft Großpolen, Polen                      | 17. Mai 1930        | Die Gembitzer Straße verläuft vom Malchower Weg zur Niehofer Straße. Entlang der Straße befinden sich teilweise Neubauten des Neubaugebietes Hohenschönhausen II. Zuvor wurde sie als Straße 19 bezeichnet. | Gembitzer Straße                                            |
| Genslerstraße (Lage)             | 1015                   | Albert Gensler (1866–1944), Gemeindevertreter in Hohenschönhausen                                                                   | 1920                | Die Genslerstraße verläuft von der Bahnhofstraße zur Landsberger Allee. Der Abschnitt zwischen Bahnhofstraße und Lössauer Straße war bis 1990 auf Grund der Nähe zur Untersuchungshaftanstalt des MfS Sperrgebiet. Ein Nebenast der Genslerstraße zur Zechliner Straße entspricht weitestgehend der ehemaligen Eichsfelder Straße, die in den 1970er Jahren entwidmet wurde. Die Untersuchungshaftanstalt, im Mai 1945 eröffnet, diente bis Oktober 1946 als Speziallager Nr. 3 für den sowjetischen Geheimdienst NKWD. Das gesamte Gelände kam anschließend zum MfS, das hier (Hausnummern 13/13a) mittels Einsatzes von Abhör- und Überwachungsanlagen die Bürger kontrollierte. In den übrigen Gebäuden waren Regimegegner arrestiert. Nach der Wende wurde das gesamte Areal zu einer Gedenkstätte umgestaltet. An der Ecke Landsberger Allee/Genslerstraße befindet sich seit 1994 das Einkaufszentrum Allee-Center mit etwa 50 Fachgeschäften. | Genslerstraße                                               |
| Gerhard-Schulz-Straße            |                        | Gerhard Schulz (1931–2008), Reiter, Olympiateilnehmer und DDR-Meister                                                               | 2014                | Die Straße liegt im Olympia-Viertel des Wohnparks Gartenstadt und bildet zusammen mit der Harry-Glaß- und der Helga-Haase-Straße eine dreieckige Fläche. Hier lässt die 'Deutsche Reihenhaus AG' in Berlin-Alt-Hohenschönhausen zwölf eingeschossige Reihenhäuser auf einer Fläche von rund 30.000 m² errichten und weitere individuelle Wohnvillen entstehen. |                                                             |
| Gertrudstraße (Lage)             | 0220                   | Gertrud, weiblicher Vorname | vor 1907            | Die Gertrudstraße führt von der Oberseestraße aus bis zum Orankestrand und endet dort als Sackgasse. An der Straße befindet sich der Eingang zum Strandbad Orankesee. | Gertrudstraße                                               |
| Gerzlower Straße (Lage)          | 0200                   | Gerzlow (→ Jarosławsko), Ortschaft der Gemeinde Pełczyce in der Woiwodschaft Westpommern, Polen                                     | 9. Nov. 1936        | Die Gerzlower Straße führt von der Straße Am Faulen See bis zur Degnerstraße. Zuvor wurde sie als Straße 126 bezeichnet. | Gerzlower Straße                                            |
| Goeckestraße (Lage)              | 0840                   | Feodor Goecke (1836–1907), Mitarbeiter der Grunderwerbs- und Baugesellschaft zu Berlin                                              | vor 1915            | Die Goeckestraße führt parallel zur Große-Leege-Straße von der Freienwalder Straße zur Simon-Bolivar-Straße. Auf dem Abschnitt zwischen Strausberger Straße und Simon-Bolivar-Straße befindet sich nördlich der Straße die Siedlung Flusspferdhof. In der Goeckestraße 25/26 wurde 2021 die größte Kita Berlins mit 358 Plätzen eröffnet. | Goeckestraße                                                |
| Gottfriedstraße (Lage)           | 0590                   | Gottfried, männlicher Vorname | 16. Jan. 1925       | Die Gottfriedstraße im nördlichen Teil der Gartenstadt verläuft von der Wartenberger Straße zur Gehrenseestraße und bildet nach der Gehrenseestraße die wichtigste Verbindung innerhalb dieser Siedlung. Zuvor wurde sie als Straße 39 bezeichnet. | Gottfriedstraße                                             |
| Grenzgrabenstraße (Lage)         | 0405                   | Marzahn-Hohenschönhauser Grenzgraben                                                                                                | 30. Nov. 1995       | Die Grenzgrabenstraße verläuft von der Marzahner Straße zur Bürknersfelder Straße in Nord-Süd-Richtung und befindet sich auf dem Gelände des Hohenschönhauser Gewerbegebietes westlich des Güterbahnhofs Berlin Nordost. | Grenzgrabenstraße                                           |
| Gropiusstraße (Lage)             | 0125                   | Manon Gropius (1855–1933), Eigentümerin des Ritterguts Hohenschönhausen                                                             | 1878                | Die nach der Mutter des Architekten Walter Gropius benannte Straße verläuft im südlichen Teil des Villenviertels von der Roedernstraße zur Orankestraße. | Gropiusstraße                                               |
| Große-Leege-Straße (Lage)        | 1755                   | Julius Grosse-Leege, Eigentümer des Ritterguts Hohenschönhausen, Mitgründer der Grunderwerbs- und Baugesellschaft zu Berlin         | vor 1912            | Die Straße verläuft von der Sandinostraße im Südwesten bis zur Konrad-Wolf-Straße im Nordosten. Der Namensgeber Julius Grosse-Leege war Vorsteher der Grunderwerbs- und Baugesellschaft zu Berlin, die ab 1893 mit der Parzellierung der Gebiete um Ober- und Orankesee begann. 1912 wurden der ehemalige Steindamm sowie der anschließende Lichtenberger Steig in Große-Leege-Straße umbenannt. In dieser Straße entstand Anfang der 1970er Jahre ein Sperrgebiet, das von der Staatssicherheit der DDR errichtet worden war und genutzt wurde. Charakteristisches Merkmal war ein achtetagiger Plattenbau (Hausnummer 101 bis 103) in etwa den Grundmaßen 120 m × 30 m, der als Sitz der Leitung der Verwaltung Rückwärtige Dienste (VRD), später auch für die Personalabteilung und als Kantine genutzt wurde. Nach der Wende wurde es bis 2001 zum Rathaus des Bezirks Hohenschönhausen. Seit dem Zusammenschluss mit dem Bezirk Lichtenberg dient das renovierte Haus nun einigen Sozialprojekten (u. a. Lichtenberger Familienbüro, Kita, Hebammenschule, Sportverein) und als Kulturtreff (unteres Bild). Fünf Stolpersteine entlang dieser Straße verweisen aber auch auf frühere Geschichte. | Große-Leege-Straße · Verwaltungsbau, Gr.-Leege-Str. 101–103 |
| Hansastraße (Lage)               | 0880 (im Ortsteil)     | Hanse, mittelalterliche Vereinigung von Kaufleuten                                                                                  | 1. Juni 1988        | Die Hansastraße (ehemals Falkenberger Straße) verläuft im Ortsteil in zwei Teilstücken. Der kurze westliche Teil liegt zwischen Indira-Gandhi-Straße und Orankeweg. Er wurde 1988 auf bis dahin unbebautem Gelände neu angelegt. Das längere Teilstück von der Bezirksgrenze zu Pankow (Ortsteil Weißensee) bis Darßer Straße/Malchower Weg war bis in die 1990er Jahre Teil der B 158, der historischen Verbindung zwischen Berlin und Bad Freienwalde (Oder). Auf diesem Teilstück der Straße verkehrt die Straßenbahnlinie M 4. | Hansastraße                                                 |
| Harry-Glaß-Straße                |                        | Harry Glaß (1930–1997), Skispringer, Olympiateilnehmer und mehrfacher DDR-Meister                                                   | 2014                | Die Straße liegt im Olympia-Viertel des Wohnparks Gartenstadt. Hier lässt die 'Deutsche Reihenhaus AG' in Berlin-Alt-Hohenschönhausen zwölf eingeschossige Reihenhäuser auf einer Fläche von rund 30.000 m² errichten und weitere individuelle Wohnvillen entstehen. |                                                             |
| Hauptstraße (Lage)               | 0730                   | entsprechend der Bedeutung | um 1902             | Die Hauptstraße ist die älteste Straße des Ortsteils und zentrale Achse des Dorfkerns. Sie verläuft in West-Ost-Richtung zwischen Suermondt-/Konrad-Wolf-Straße und Wartenberger/Rhinstraße. Seit 1899 verbindet eine Straßenbahnlinie die Hauptstraße mit der Berliner Innenstadt. Zuvor hieß die Straße Dorfstraße. | Hauptstraße                                                 |
| Heckelberger Ring (Lage)         | 0505                   | Heckelberg, Ortsteil der Gemeinde Heckelberg-Brunow in Brandenburg                                                                  | 13. Aug. 1980       | Der Heckelberger Ring geht in einem Bogen von der Gärtnerstraße ab und endet auch an dieser. Er wurde im Zuge der Errichtung des Neubaugebietes südlich der Hauptstraße angelegt. | Heckelberger Ring                                           |
| Hedwigstraße (Lage)              | 0215                   | Hedwig, weiblicher Vorname | vor 1912            | Die Hedwigstraße führte ursprünglich entlang der ITF-Trasse von der Degner- zur Suermondtstraße. Bei der Errichtung von Neubauwohnungen entlang der Straße wurde der Südast aufgegeben und die Straße mit der Idastraße, die nördlich bis zur Degnerstraße führt, zusammengelegt. | Hedwigstraße                                                |
| Heiligenstadter Straße (Lage)    | 0095                   | Heilbad Heiligenstadt, Stadt in Thüringen                                                                                           | 30. Sep. 1927       | Die Heiligenstadter Straße führt von der Genslerstraße zur Liebenwalder Straße. In ihrem ursprünglichen Verlauf ging die Straße weiter bis zur ehemaligen Suhler Straße. In den 1970er Jahren wurde der Ostast dann entwidmet und größtenteils überbaut. Zuvor wurde sie als Straße 108 bezeichnet. | Heiligenstadter Straße                                      |
| Heldburger Straße (Lage)         | 0380                   | Heldburg, Stadt in Thüringen | 20. März 1998       | Die Heldburger Straße zweigt vom Arendsweg ab und verläuft in Ost-West-Richtung parallel zur Landsberger Allee. Sie soll nach der Erweiterung der Siedlung Weiße Taube als Erschließungsstraße fungieren. Da der Bau noch nicht erfolgte, ist die Straße für den Kfz-Verkehr gesperrt. Die Straße bestand ursprünglich schon vor 1930 und wurde in den 1970er Jahren entwidmet um einem Neubaugebiet zu weichen. Damals verlief sie von der ehemaligen Hornberger Straße zur Ferdinand-Schultze-Straße. | Heldburger Straße                                           |
| Helga-Haase-Straße               |                        | Helga Haase (1934–1989), Eisschnellläuferin, Olympiasiegerin                                                                        | 2014                | Die Straße liegt im Olympia-Viertel des Wohnparks Gartenstadt. Hier lässt die 'Deutsche Reihenhaus AG' in Berlin-Alt-Hohenschönhausen zwölf eingeschossige Reihenhäuser auf einer Fläche von rund 30.000 m² errichten und weitere individuelle Wohnvillen entstehen. |                                                             |
| Hertastraße (Lage)               | 0110                   | Herta, weiblicher Vorname | vor 1910            | Die Hertastraße führt von der Oberseestraße zur Elsastraße und liegt im nördlichen Teil des Villenviertels. | Hertastraße                                                 |
| Hofheimer Straße (Lage)          | 0075                   | Hofheim in Unterfranken, Stadt in Bayern                                                                                            | 14. Feb. 1997       | Die Hofheimer Straße zweigt in nördlicher Richtung von der Sollstedter Straße ab. Im weiteren Verlauf soll die Straße nach Süden zur Landsberger Allee führen, dieses Gebiet blieb bislang unbebaut. Ursprünglich bestand die Straße bereits vor 1930, wurde aber in den 1970er Jahren entwidmet, um einem Neubaugebiet Platz zu bieten. | Hofheimer Straße                                            |
| Hohengraper Weg (Lage)           | 0295                   | Hohengrape (→ Chrapowo), Ortschaft der Gemeinde Pełczyce in der Woiwodschaft Westpommern, Polen                                     | 9. Nov. 1936        | Der Hohengraper Weg führt südlich der Gerzlower Straße zur Tamseler Straße. Die Verlängerung führte als Sternberger Straße, weiter zum Neuzeller Weg und ist lediglich ein Fußweg. Zuvor trug der Weg die Bezeichnung Straße 127. | Hohengraper Weg                                             |
| Indira-Gandhi-Straße (Lage)      | 0880 (im Ortsteil)     | Indira Gandhi (1917–1984), indische Politikerin                                                                                     | 11. Aug. 1985       | Die Indira-Gandhi-Straße war als Lichtenberger Weg, seit den 1870er Jahren als Lichtenberger Straße Teil der Verbindung zwischen Weißensee und Lichtenberg. 1985 wurde die Straße nach der kurz zuvor ermordeten indischen Premierministerin umbenannt. Die Straße bildet mit dem anschließenden Weißenseer Weg die westliche Ortsteilgrenze. Sie verläuft im Ortsteil zwischen Orankeweg und der Südostseite des Jüdischen Friedhofs. Auf der Ostseite des Verkehrsweges befinden sich die Baudenkmalsensembles der ehemaligen Kindl-Brauerei aus dem Jahr 1929 sowie des BVG-Bushofes aus den Jahren 1959 bis 1966, das Sportforum Hohenschönhausen mit einer ungenutzten Schwimmhalle und – direkt an der Ecke mit der Konrad-Wolf-Straße – das inzwischen leerstehende Sporthotel Berlin. | Indira-Gandhi-Straße · Ehemalige Kindl-Brauerei             |
| Joachimsthaler Straße (Lage)     | 0385                   | Joachimsthal, Stadt in Brandenburg                                                                                                  | 27. Okt. 1976       | Die Joachimsthaler Straße wurde im Rahmen des Neubaugebietes Hohenschönhausen I angelegt und führt halbkreisförmig südlich von der Plauener Straße entlang. | Joachimsthaler Straße                                       |
| Joachim-Böhmer-Straße            |                        | Joachim Böhmer (1940–1999), Ruderer, erfolgreicher Olympionike und mehrfacher DDR-Meister                                           | 2014                | Die Straße liegt im Olympia-Viertel des Wohnparks Gartenstadt. Hier lässt die 'Deutsche Reihenhaus AG' in Berlin-Alt-Hohenschönhausen zwölf eingeschossige Reihenhäuser auf einer Fläche von rund 30.000 m² errichten und weitere individuelle Wohnvillen entstehen. |                                                             |
| Josef-Höhn-Straße (Lage)         | 0540                   | Josef Höhn (1902–1945), Widerstandskämpfer                                                                                          | 4. Feb. 1976        | Die Josef-Höhn-Straße befindet sich im Neubaugebiet Hohenschönhausen II zwischen der Wartenberger Straße und Gehrenseestraße. Sie verläuft weitestgehend am Elsengraben entlang, der die südwestliche Begrenzung der Gartenstadt bildet. | Josef-Höhn-Straße                                           |
| Jutta-Langenau-Straße            |                        | Jutta Langenau (1933–1982), Schwimmerin, mehrfache DDR-Meisterin in den 1950er Jahren                                               | 2014                | Die Straße liegt im Olympia-Viertel des Wohnparks Gartenstadt. Hier lässt die 'Deutsche Reihenhaus AG' in Berlin-Alt-Hohenschönhausen zwölf eingeschossige Reihenhäuser auf einer Fläche von rund 30.000 m² errichten und weitere individuelle Wohnvillen entstehen. |                                                             |
| Kätheplatz (Lage)                | 40 × 35                | Käthe, weiblicher Vorname | vor 1915            | Der Kätheplatz befindet sich am Ostende des Obersees an der Käthestraße. Der Platz ist unmittelbar mit dem anschließenden Oberseepark verbunden und bildet eine Einheit mit ihm. | Kätheplatz                                                  |
| Käthestraße (Lage)               | 0245                   | Käthe, weiblicher Vorname | vor 1907            | Die Käthestraße im Nordteil des Villenviertels verläuft in einem Halbkreis von der Oberseestraße wieder zurück zur Oberseestraße. | Käthestraße                                                 |
| Klarastraße (Lage)               | 0110                   | Klara, weiblicher Vorname | vor 1907            | Die Klarastraße führt von der Oberseestraße über die Elsastraße zur Suermondtstraße. Der ursprünglich geradlinige Verlauf wurde bei der Errichtung eines Wohnblocks aufgegeben. | Klarastraße                                                 |
| Königswalder Straße (Lage)       | 0510                   | Königswalde (→ Lubniewice), Stadt in der Woiwodschaft Lebus, Polen                                                                  | 17. Mai 1930        | Die Königswalder Straße führt vom Malchower Weg Richtung Naturschutzgebiet Fauler See. Ursprünglich wurde sie als Straße B bezeichnet. | Königswalder Straße                                         |
| Konrad-Wolf-Straße (Lage)        | 2400                   | Konrad Wolf (1925–1982), Filmregisseur                                                                                              | 20. Okt. 1985       | Die Konrad-Wolf-Straße ist die Hauptverkehrsstraße zwischen der Berliner Innenstadt und der Hohenschönhauser Hauptstraße. Sie verläuft vom Weißenseer Weg in Südwest-Nordost-Richtung bis zur Suermondt-/Hauptstraße. Die Straße wird seit 1899 von einer Straßenbahn befahren. Die Umbenennung erfolgte anlässlich des 60. Geburtstages des drei Jahre zuvor verstorbenen Konrad Wolf. Zuvor hieß sie Berliner Straße bzw. Hohenschönhauser Straße. Auf dieser Straße befinden sich zahlreiche Baudenkmale von Fabriken und Wohnhäusern. | Konrad-Wolf-Straße                                          |
| Küllstedter Straße (Lage)        | 0240                   | Küllstedt, Gemeinde in Thüringen | 14. Feb. 1997       | Die Küllstedter Straße befindet sich im Wohngebiet Weiße Taube und führt in Nord-Süd-Richtung von der Plauener Straße zur Landsberger Allee. Der Abschnitt südlich der Sollstedter Straße ist unbebaut und die Fahrbahn für den Kfz-Verkehr gesperrt. | Küllstedter Straße                                          |
| Küstriner Straße (Lage)          | 0980                   | Küstrin (→ Kostrzyn nad Odrą), Stadt in der Woiwodschaft Lebus, Polen                                                               | vor 1907            | Die Küstriner Straße führt von der Freienwalder Straße aus kommend zur Sandinostraße und verläuft dabei parallel zwischen der Konrad-Wolf- und der Große-Leege-Straße. Auf mittlerer Länge der Straße ist der Abschnitt zwischen Strausberger und Reichenberger Straße auf Grund eines sowjetischen Ehrenmals für den Kfz-Verkehr gesperrt. | Küstriner Straße                                            |
| Kyllburger Weg (Lage)            | 0415                   | Kyllburg, Stadt in Rheinland-Pfalz                                                                                                  | 30. Okt. 1936       | Der Kyllburger Weg verläuft nördlich der Hansastraße zwischen Feldtmannstraße und Darßer Straße. Zuvor wurde er als Straße 223 bezeichnet. | Kyllburger Weg                                              |
| Landsberger Allee (Lage)         | 2780 (im Ortsteil)     | Altlandsberg, Stadt in Brandenburg                                                                                                  | 31. Jan. 1992       | Die Landsberger Allee gehört mit rund elf Kilometern Länge zu den längsten Straßen Berlins. Die ursprüngliche Berliner Chaussee wurde um 1923 in Landsberger Chaussee umbenannt, selbige wurde abschnittsweise in die nach dem sowjetischen Revolutionsführer Lenin benannte Leninallee mit einbezogen, die 1992 in Landsberger Allee umbenannt wurde. Die Straße bildet zwischen Weißenseer Weg und dem Berliner Außenring die südliche Ortsteilgrenze zu den Ortsteilen Fennpfuhl und Lichtenberg im Bezirk Lichtenberg und zum Ortsteil Marzahn im Bezirk Marzahn-Hellersdorf. | Landsberger Allee                                           |
| Leuenberger Straße (Lage)        | 0470                   | Leuenberg, Ortsteil der Gemeinde Höhenland in Brandenburg                                                                           | 13. Aug. 1980       | Die Leuenberger Straße befindet sich südlich des alten Dorfkerns und führt von der Große-Leege-Straße zum Heckelberger Ring. Die Straße wurde im Rahmen des Neubaugebietes Hohenschönhausen II angelegt. | Leuenberger Straße                                          |
| Lichtenauer Straße (Lage)        | 0370                   | Hessisch Lichtenau, Stadt in Hessen                                                                                                 | 30. Sep. 1927       | Die Lichtenauer Straße bildet den nördlichen Abschluss des in den 1930er Jahren angelegten Teils der Wohnsiedlung „Weiße Taube“ zwischen Genslerstraße und Arendsweg. Nördlich der Straße befindet sich die ehemalige Untersuchungshaftanstalt und heutige Gedenkstätte Berlin-Hohenschönhausen, der Westabschnitt der Straße war daher bis 1990 Sperrgebiet. Zuvor wurde sie als Straße 99 bezeichnet. | Lichtenauer Straße                                          |
| Liebenwalder Straße (Lage)       | 0440                   | Liebenwalde, Stadt in Brandenburg                                                                                                   | 27. Okt. 1976       | Die Liebenwalder Straße bildet die Verlängerung der Werneuchener Straße ab Genslerstraße und führt bis zur Landsberger Allee, wo sie in die Siegfriedstraße übergeht. Sie setzt sich aus der ehemaligen Hornberger Straße zwischen Heiligenstadter Straße und Landsberger Allee sowie der Direktverbindung zur Werneuchener Straße zusammen. | Liebenwalder Straße                                         |
| Lindenweg (Lage)                 | 0265                   | Lindwerderlake, ehemaliger See in Alt-Hohenschönhausen, aufgegangen im Obersee; Lindwerderberg, Erhebung an der Lindwerderlake      | vor 1906            | Der Lindenweg führt von der Manetstraße über die Waldowstraße bis zur Käthestraße östlich des Obersees. Bis zur Bezirksreform 2001 befand sich im Haus 7 das Heimatmuseum des Bezirks Hohenschönhausen. | Lindenweg                                                   |
| Lössauer Straße (Lage)           | 0395                   | Lössau, Ortsteil der Stadt Schleiz in Thüringen                                                                                     | 20. Okt. 1936       | Die Lössauer Straße führt im nördlichen Teil der Siedlung „Weiße Taube“ von der Genslerstraße zum Arendsweg. Zuvor trug sie die Bezeichnung Straße 144. | Lössauer Straße                                             |
| Lotharstraße (Lage)              | 0295                   | Lothar, männlicher Vorname | 16. Jan. 1925       | Die Lotharstraße in der nördlichen Gartenstadt führt von der Arnimstraße bis zur Christophstraße. Zuvor wurde sie als Straße 41 bezeichnet. | Lotharstraße                                                |
| Lukasstraße (Lage)               | 0190                   | Lukas, männlicher Vorname | 16. Jan. 1925       | Die Lukasstraße in der südlichen Gartenstadt bildet die Verlängerung der Gottfriedstraße jenseits der Gehrenseestraße und führt bis zur Detlevstraße. Bis zu ihrer Umbenennung trug sie die Bezeichnung Straße 46. | Lukasstraße                                                 |
| Malchower Weg (Lage)             | 1425                   | Malchow, Ortsteil im Bezirk Lichtenberg von Berlin                                                                                  | überliefert         | Der Malchower Weg gehört zu den historischen Verbindungen, die von Hohenschönhausen ausgingen. Er verläuft von der Wartenberger Straße unmittelbar nördlich der Hauptstraße in nordwestliche Richtung zur Hansastraße/Falkenberger Chaussee. Anschließend geht er in die Darßer Straße über. Es gibt Linienbusverkehr. Erwähnenswert ist die hier 1987 errichtete katholische Heilig-Kreuz-Kirche auf dem Grundstück Nummer 22/24. | Malchower Weg                                               |
| Manetstraße (Lage)               | 0705                   | Édouard Manet (1832–1883), französischer Maler                                                                                      | 31. Mai 1951        | Die Manetstraße führt im südlichen Villenviertel von der Konrad-Wolf-Straße bis zur Oberseestraße. Zwischen 1903 und 1951 wurde sie als Treskowstraße bezeichnet, die Umbenennung erfolgte, um Verwechslungen mit anderen Treskowstraßen in Berlin zu vermeiden. Zum Zeitpunkt ihrer Anlage hieß sie für kurze Zeit Surmondstraße, vermutlich nach Henry Suermondt. | Manetstraße                                                 |
| Marie-Luise-Straße (Lage)        | 0135                   | Marie-Luise, weiblicher Vorname | vor 1913            | Die Marie-Luise-Straße führt im nördlichen Villenviertel von der Oberseestraße zur Elsastraße. | Marie-Luise-Straße                                          |
| Markfriedstraße (Lage)           | 0075                   | Markfried, männlicher Vorname | 16. Jan. 1925       | Die Markfriedstraße führt von der Bennostraße aus kommend zum Roderichplatz. Mit unter 100 Metern Länge gehört sie zu den kürzesten Straßen im Ortsteil. | Markfriedstraße                                             |
| Marzahner Straße (Lage)          | 1890                   | Marzahn, Ortsteil im Bezirk Marzahn-Hellersdorf von Berlin                                                                          | nach 1930           | Die Marzahner Straße basiert auf dem ehemaligen Marzahner Weg (seit den 1930er Jahren Marzahner Straße) und war entsprechend ihrem Namen die Verbindung zwischen Hohenschönhausen und Marzahn. 1975 wurde die Straße ausgebaut. Sie führt von der Rhinstraße durch ein Gewerbegebiet nach Osten zum Berliner Außenring und endet in Form einer Blockumfahrung. | Marzahner Straße                                            |
| Meusebachstraße (Lage)           | 0265                   | Karl Hartwig Gregor von Meusebach (1781–1847), Jurist, Literaturwissenschaftler und Büchersammler                                   | 31. Mai 1951        | Die Meusebachstraße führt in einem Bogen von der Seefelder Straße zum Malchower Weg. Zwischen 1939 und 1951 trug sie den Namen Isokeitstraße, davor die Bezeichnung Privatstraße 16. | Meusebachstraße                                             |
| Mittelstraße (Lage)              | 0520                   | entsprechend ihrer Lage zwischen Küstriner und Konrad-Wolf-Straße                                                                   | vor 1906            | Die Mittelstraße führt von der Sandinostraße zum Berkenbrücker Steig und von dort aus weiter zur Altenhofer Straße. Der Abschnitt zur Altenhofer Straße wurde erst in den 1970er Jahren bei der Anlage von Neubauten nördlich der Landsberger Allee angelegt. | Mittelstraße                                                |
| Neustrelitzer Straße (Lage)      | 0545                   | Neustrelitz, Stadt in Mecklenburg-Vorpommern                                                                                        | 27. Okt. 1976       | Die Neustrelitzer Straße führt von der Goeckestraße zur Zechliner Straße, sie umfasst neben der geschwungenen Linienführung zwei Nebenstraßen. Auf dem Gebiet der Straße verlief zuvor mit einer anderen Führung die Ohrdrufer Straße. | Neustrelitzer Straße                                        |
| Neuzeller Weg (Lage)             | 0145                   | Neuzelle, Gemeinde in Brandenburg                                                                                                   | 17. Mai 1930        | Der Neuzeller Weg führt als Verlängerung der ehemaligen Sternberger Straße von der Drossener Straße zur Hansastraße. Zuvor wurde er als Straße E bezeichnet. | Neuzeller Weg                                               |
| Niehofer Straße (Lage)           | 0440                   | Niehof (zuvor Niemtschin, → Niemczyn), Ortschaft der Gemeinde Damasławek in der Woiwodschaft Großpolen, Polen                       | 17. Mai 1930        | Die Niehofer Straße führt von der Straße Am Faulen See zur Seefelder Straße. Westlich der Degnerstraße ist sie als Einbahnstraße ausgeführt. Ursprünglich führte sie weiter bis zum Malchower Weg, dieser Abschnitt wurde 1980 der Seefelder Straße als nördliche Fahrbahn zugeschlagen. | Niehofer Straße                                             |
| Norbertstraße (Lage)             | 0105                   | Norbert, männlicher Vorname | 16. Jan. 1925       | Die Norbertstraße in der südlichen Gartenstadt bildet die Verlängerung der Edgarstraße und führt von der Gehrenseestraße zum Roderichplatz. | Norbertstraße                                               |
| Oberseeplatz (Lage)              | 25 × 25 × 15           | Obersee, Gewässer in Alt-Hohenschönhausen                                                                                           | vor 1907            | Der Oberseeplatz befindet sich zwischen Ober- und Orankesee und ist unmittelbar mit dem anliegenden Oberseepark verbunden. | Oberseeplatz                                                |
| Oberseestraße (Lage)             | 1305                   | Obersee, Gewässer in Alt-Hohenschönhausen                                                                                           | vor 1902            | Die Oberseestraße bildet die zentrale Verbindung im nördlichen jüngeren Teil des Villenviertels. Sie führt von der Konrad-Wolf-Straße nördlich am Obersee vorbei und anschließend ab der Augustastraße zwischen Ober- und Orankesee zur Orankestraße. Ursprünglich war dieser letzte Abschnitt Teil der Augustastraße. An der Oberseestraße 60 befindet sich das Haus Lemke, das letzte von Ludwig Mies van der Rohe vor seiner Emigration entworfene Wohnhaus in Deutschland. | Oberseestraße                                               |
| Orankestrand (Lage)              | 0215                   | Orankesee, Gewässer in Alt-Hohenschönhausen                                                                                         | 25. Juni 1935       | Der als Orankestrand bezeichnete Weg führt von der Suermondtstraße und Buschallee ausgehend zum Westufer des Orankesees und endet an der Orankestraße. Er ist ausschließlich nicht motorisiertem Verkehr vorbehalten und markiert gleichzeitig die Ortsteilgrenze zu Weißensee. Zuvor wurde der Weg als Straße 106 bezeichnet. | Orankestrand                                                |
| Orankestraße (Lage)              | 0940                   | Orankesee, Gewässer in Alt-Hohenschönhausen                                                                                         | 1893                | Die Orankestraße ist die zentrale Achse im südlichen Teil des Villenviertels. Sie führt von der Konrad-Wolf-Straße in Richtung Nordwesten und geht dort in den Orankeweg über. Der Übergang zum Orankeweg ist für den Kfz-Verkehr gesperrt. | Orankestraße                                                |
| Orankeweg (Lage)                 | 0845                   | Orankesee, Gewässer in Alt-Hohenschönhausen                                                                                         | vor 1932            | Der Orankeweg beginnt als Verlängerung der Orankestraße, kreuzt die Hansastraße und endet an der Indira-Gandhi-Straße. Der Übergang zur Orankestraße ist ebenso wie der Abschnitt zwischen Hansastraße und Indira-Gandhi-Straße für den Kfz-Verkehr gesperrt. Die Straße wurde zuvor als Mühlenweg bezeichnet und führt unmittelbar südlich der Ortsteilgrenze zu Weißensee entlang. | Orankeweg                                                   |
| Oswaldstraße (Lage)              | 0145                   | Oswald, männlicher Vorname | 16. Jan. 1925       | Die Oswaldstraße führt in der südlichen Gartenstadt von der Detlevstraße zur Theobaldstraße. Der nördliche Abschnitt markiert gleichzeitig den Ostrand des Roderichplatzes. | Oswaldstraße                                                |
| Papendickstraße (Lage)           | 0230                   | Maximilian Papendick (1892–1931), Träger des Goldenen Militär-Verdienst-Kreuzes                                                     | 25. Aug. 1939       | Die Papendickstraße verläuft auf dem Gebiet der ehemals privaten Kleinsiedlung am Malchower Weg zwischen diesem und der Seefelder Straße. Bis zu ihrer Umbenennung trug sie die Bezeichnung Privatstraße 17. | Papendickstraße                                             |
| Paul-Koenig-Straße (Lage)        | 0365                   | Paul Koenig, Gemeindevorsteher von Hohenschönhausen                                                                                 | 1920                | Die Paul-Koenig-Straße führt von der Wartenberger Straße zur Straße 142 und ist die zentrale Achse der von Bruno Taut entworfenen Papageiensiedlung. Die Straße weist an der Wartenberger Straße zwei Torbauten auf, die die Siedlung abgrenzen sowie eine platzartige Aufweitung im mittleren Straßenverlauf. | Paul-Koenig-Straße                                          |
| Perler Straße (Lage)             | 0305 (im Ortsteil)     | Perl, Gemeinde im Saarland | 30. Okt. 1936       | Die Perler Straße führt von der Feldtmannstraße in Richtung Norden und endet als Sackgasse. Sie bildet die Ortsteilgrenze zu Weißensee und ist über einen Fußweg mit der Darßer Straße verbunden. | Perler Straße                                               |
| Plauener Straße (Lage)           | 1770                   | Plauen, Stadt in Sachsen | 30. Sep. 1927       | Die Plauener Straße führt von der Genslerstraße über die Rhinstraße zur Marzahner Straße. Ursprünglich reichte die Straße nur bis zur Einmündung der Dingelstädter Straße, in den 1980er Jahren wurde sie in Richtung Norden verlängert. Zwischen Schalkauer Straße und Ferdinand-Schultze-Straße ist sie unterbrochen. | Plauener Straße                                             |
| Privatstraße 1 (Lage)            | 0275                   | entsprechend ihrer Lage auf damals privatem Grund                                                                                   | 1936                | Die Privatstraße 1 führt in Ost-West-Richtung vom Malchower Weg zur Privatstraße 10. | Privatstraße 1                                              |
| Privatstraße 2 (Lage)            | 0495                   | entsprechend ihrer Lage auf damals privatem Grund                                                                                   | 1936                | Die Privatstraße 2 führt in Ost-West-Richtung vom Malchower Weg zur Straße 142. | Privatstraße 2                                              |
| Privatstraße 3 (Lage)            | 0455                   | entsprechend ihrer Lage auf damals privatem Grund                                                                                   | 1936                | Die Privatstraße 3 führt in Ost-West-Richtung vom Malchower Weg zur Straße 142. | Privatstraße 3                                              |
| Privatstraße 4 (Lage)            | 0415                   | entsprechend ihrer Lage auf damals privatem Grund                                                                                   | 1936                | Die Privatstraße 4 führt in Ost-West-Richtung vom Malchower Weg zur Straße 142. Sie bildet den nördlichen Rand des Platzes im Zuge der Privatstraße 10. | Privatstraße 4                                              |
| Privatstraße 5 (Lage)            | 0370                   | entsprechend ihrer Lage auf damals privatem Grund                                                                                   | 1936                | Die Privatstraße 5 führt in Ost-West-Richtung vom Malchower Weg zur Straße 142. Sie bildet den südlichen Rand des Platzes im Zuge der Straße 10. | Privatstraße 5                                              |
| Privatstraße 6 (Lage)            | 0330                   | entsprechend ihrer Lage auf damals privatem Grund                                                                                   | 1936                | Die Privatstraße 6 führt in Ost-West-Richtung vom Malchower Weg zur Straße 142. | Privatstraße 6                                              |
| Privatstraße 7 (Lage)            | 0290                   | entsprechend ihrer Lage auf damals privatem Grund                                                                                   | 1936                | Die Privatstraße 7 führt in Ost-West-Richtung vom Malchower Weg zur Straße 142. | Privatstraße 7                                              |
| Privatstraße 8 (Lage)            | 0250                   | entsprechend ihrer Lage auf damals privatem Grund                                                                                   | 1936                | Die Privatstraße 8 führt in Ost-West-Richtung vom Malchower Weg zur Straße 142. | Privatstraße 8                                              |
| Privatstraße 9 (Lage)            | 0210                   | entsprechend ihrer Lage auf damals privatem Grund                                                                                   | 1936                | Die Privatstraße 9 bildet den südlichen Abschluss der Kleinsiedlung am Malchower Weg. Sie führt vom Malchower Weg zur Straße 142. | Privatstraße 9                                              |
| Privatstraße 10 (Lage)           | 0600                   | entsprechend ihrer Lage auf damals privatem Grund                                                                                   | 1936                | Die Privatstraße 10 bildet die mittlere Nord-Süd-Achse der Kleinsiedlung nordöstlich des Malchower Wegs. Zwischen den Privatstraßen 4 und 5 ist die Straße platzartig aufgeweitet. Sie führt von der Ortsteilgrenze an der Rüdickenstraße zur Privatstraße 9. | Privatstraße 10                                             |
| Privatstraße 12 (Lage)           | 0245                   | entsprechend ihrer Lage auf damals privatem Grund                                                                                   | 1936                | Die Privatstraße 12 führt an der nördlichen Ortsteilgrenze entlang von der Privatstraße 10 zur Straße 142. | Privatstraße 12                                             |
| Rackwitzer Straße (Lage)         | 0380                   | Rackwitz, Gemeinde in Sachsen | 17. Mai 1930        | Die Rackwitzer Straße führt vom Malchower Weg zur Straße Am Faulen See. Bis zu ihrer Umbenennung wurde sie als Straße C bezeichnet. | Rackwitzer Straße                                           |
| Reichenberger Straße (Lage)      | 0205                   | Reichenberg, Ortsteil der Gemeinde Märkische Höhe in Brandenburg                                                                    | vor 1907            | Die Reichenberger Straße liegt im Märkischen Viertel und führt von der Konrad-Wolf-Straße zur Küstriner Straße. | Reichenberger Straße                                        |
| Rhinstraße (Lage)                | 1560 (im Ortsteil)     | Rhin, rechter Nebenfluss der Havel                                                                                                  | 2. Apr. 1975        | Die Rhinstraße verläuft im Ortsteil zwischen Hauptstraße und Landsberger Allee. Sie setzt sich in südlicher Richtung als Grenze zwischen den Bezirken Lichtenberg und Marzahn-Hellersdorf fort und endet an der Straße Alt-Friedrichsfelde. Ursprünglich beschränkte sich die Rhinstraße auf den Bereich zwischen der Ostbahn und Alt-Friedrichsfelde im Ortsteil Friedrichsfelde. Die Verlängerung in Richtung Norden erfolgte im Rahmen des Wohnungsbauprogramms der DDR und wurde bis 1975 abschnittsweise umgesetzt. | Rhinstraße                                                  |
| Roderichplatz (Lage)             | 85 × 40                | Roderich, männlicher Vorname | 16. Jan. 1925       | Der in der Gartenstadt gelegene Roderichplatz bildet das südliche Pendant zum ehemaligen Dietrichplatz. Neben der rechteckigen Platzfläche zählt die südliche Fahrbahn ebenfalls zu der Anlage. Der Westrand wird von der Norbertstraße, der Nordrand von der Theobaldstraße und der Ostrand von der Oswaldstraße gebildet. | Roderichplatz                                               |
| Roedernstraße (Lage)             | 0715                   | Siegfried von Roedern (1870–1954), Landrat des Landkreises Niederbarnim                                                             | vor 1909            | Die Roedernstraße bildet den südwestlichen Abschluss des Villenviertels und verläuft von der Konrad-Wolf-Straße zur Friedhofstraße. Südwestlich schließt sich der Friedhof der St. Pius- und St. Hedwigs-Gemeinde an. In der DDR-Zeit hatte hier der Operativ-Technische Sektor der Hauptverwaltung A des Ministeriums für Staatssicherheit seinen Sitz. Unter den Hausnummern 69–72 befindet sich eine Schule, die in der Berliner Denkmalliste steht und als 1. Gemeindeschule 1914 eingeweiht wurde (seit 1996 Obersee-Grundschule). Die Pläne lieferte der Architekt Carl James Bühring. | Roedernstraße · Baudenkmal Schulgebäude                     |
| Sabinensteig (Lage)              | 0290                   | Sabine, weiblicher Vorname | 13. Dez. 1934       | Der Sabinensteig führt in einem Bogen von der Oberseestraße zur Suermondtstraße. Zuvor hieß sie Margaretenstraße, die Umbenennung erfolgte, um eine Verwechslung mit anderen gleichlautenden Straßen im Stadtgebiet zu vermeiden. | Sabinensteig                                                |
| Sandinostraße (Lage)             | 0405                   | Augusto César Sandino (1895–1934), nicaraguanischer Guerillakämpfer gegen die USA                                                   | 6. Sep. 1984        | Die Sandinostraße bildet den südwestlichen Abschluss des Märkischen Viertels und führt von der Konrad-Wolf-Straße zur Große-Leege-Straße. Bis zu ihrer Umbenennung hieß sie Lüderitzstraße | Sandinostraße                                               |
| Schalkauer Straße (Lage)         | 0380                   | Schalkau, Stadt in Thüringen | 20. März 1998       | Die Schalkauer Straße führt in Nord-Süd-Richtung von der Plauener Straße zur Landsberger Allee. Ursprünglich bestand die Straße bereits vor 1930, wurde in den 1970er Jahren allerdings entwidmet, um einem Neubaugebiet Platz zu machen. 1998 erfolgte die Neuanlage entlang des historischen Verlaufes. – In der Schalkauer Straße 31 wurden zwei öffentliche soziale Treffpunkte eingerichtet: das La Paloma und das Känguru. Betreiber des gemeinsamen Nachbarschaftsbüros ist die Stephanus-Stiftung, die damit vor allem Nachbarschaftskontakte und junge Familien fördert. Finanzielle Unterstützung kommt von der Deutschen Fernsehlotterie. | Schalkauer Straße                                           |
| Scharnweberstraße (Lage)         | 0215                   | Georg Scharnweber (1816–1894), Landrat des Landkreises Niederbarnim                                                                 | 1893                | Die Scharnweberstraße befindet sich im südöstlichen Teil des Villenviertels und führt als Querverbindung von der Orankestraße zur Waldowstraße. | Scharnweberstraße                                           |
| Schleizer Straße (Lage)          | 0800                   | Schleiz, Stadt in Thüringen | 20. Okt. 1936       | Die Schleizer Straße befindet sich im nördlichen Teil der Siedlung „Weiße Taube“ und führt von der Genslerstraße über den Arendsweg zur Ferdinand-Schultze-Straße. Der Abschnitt östlich vom Arendsweg wurde erst 1998 mit einbezogen. Im März 2024 wurde in der Schleizer Straße 67 eine Grundschule mit Sporthalle eröffnet. | Schleizer Straße                                            |
| Schöneicher Straße (Lage)        | 0275                   | Schöneiche bei Berlin, Gemeinde in Brandenburg                                                                                      | vor 1913            | Die Schöneicher Straße führt von der Konrad-Wolf-Straße zur Große-Leege-Straße und bildet den nordöstlichen Abschluss des Märkischen Viertels. | Schöneicher Straße                                          |
| Seefelder Straße (Lage)          | 0490                   | Seefeld, Ortsteil der Stadt Werneuchen in Brandenburg                                                                               | 13. Aug. 1980       | Die Seefelder Straße führt vom Westende der Hauptstraße bis zum südlichen Malchower Weg. Sie setzt sich aus der ehemaligen Straße 121 und dem Ostende der Niehofer Straße zusammen. Durch die neu angelegte südliche Fahrbahn entstand ein breiter Mittelstreifen, der als Vorleistung für eine Verlegung der Straßenbahnstrecke entlang der Hauptstraße diente. | Seefelder Straße                                            |
| Simon-Bolivar-Straße (Lage)      | 0865                   | Simón Bolívar (1783–1830), südamerikanischer Unabhängigkeitskämpfer                                                                 | 22. Juli 1983       | Die Simon-Bolivar-Straße hieß bis 1983 Quitzowstraße. Ursprünglich führte sie von der jetzigen Konrad-Wolf-Straße nur bis zur Goeckestraße und wurde nach dem Zweiten Weltkrieg zunächst bis zur ehemaligen Ohrdrufer Straße, später zur Kreuzung Landsberger Allee Ecke Genslerstraße verlängert. 1976 wurde die Straße bis zur neu angelegten Zechliner Straße zurückgezogen. | Simon-Bolivar-Straße                                        |
| Sollstedter Straße (Lage)        | 0355                   | Sollstedt, Gemeinde in Thüringen | 14. Feb. 1997       | Die Sollstedter Straße bildet in Ost-West-Richtung verlaufend die Begrenzung zwischen dem nördlichen bebauten und dem südlichen unbebauten Teil der Wohnsiedlung „Weiße Taube“. Sie verläuft zwischen Arendsweg und Hofheimer Straße. | Sollstedter Straße                                          |
| Stellerweg (Lage)                | 0260                   | Johann Gotthelf Steller (1827–1916), Verfasser der ersten Chronik des Dorfes Lichtenberg bei Berlin                                 | unbekannt           | Der Stellerweg führt als Fußweg von der Kreuzung Weißenseer Weg/Konrad-Wolf-Straße/Hohenschönhauser Straße zur Altenhofer Straße. Das nordwestliche Ende wurde Ende der 1990er Jahre durch das Einkaufszentrum Hohenschönhauser Tor überbaut, die Fluchtlinie wurde als zentrale Passage des Zentrums beibehalten. | Stellerweg                                                  |
| Straße 109 (Lage)                | 0260                   | Bei der Erstanlage des Straßensystems vergebene laufende Nummer.                                                                    | unbekannt           | Die Straße 109 führt östlich von der Ferdinand-Schultze-Straße unmittelbar südlich an der Industriebahn Tegel–Friedrichsfelde entlang zur Straße 133. Über einen Fußweg besteht ein direkter Zugang zur Hohenschönhauser Rhinstraßenbrücke. | Straße 109                                                  |
| Straße 133 (Lage)                | 0405                   | Bei der Erstanlage des Straßensystems vergebene laufende Nummer.                                                                    | unbekannt           | Die Straße 133 führt von der Straße 109 zur Plauener Straße. | Straße 133                                                  |
| Straße 134 (Lage)                | 0425                   | Bei der Erstanlage des Straßensystems vergebene laufende Nummer.                                                                    | unbekannt           | Die Straße 134 führt von der Straße 109 bis zur Plauener Straße. | Straße 134                                                  |
| Straße 142 (Lage)                | 0865                   | Bei der Erstanlage des Straßensystems vergebene laufende Nummer.                                                                    | unbekannt           | Die Straße 142 führt als Verlängerung der Biesterfelder Straße vom Malchower Weg in Richtung Norden und endet an der Ortsteilgrenze zu Neu-Hohenschönhausen an der Rüdickenstraße. Sie bildet den östlichen Abschluss der noch bestehenden Privatstraßen. | Straße 142                                                  |
| Straße 150 (Lage)                | 0230                   | Bei der Erstanlage des Straßensystems vergebene laufende Nummer.                                                                    | unbekannt           | Die Straße 150 führt von der Rhinstraße aus nach Süden und endet am Ostabschnitt der Straße 155. | Straße 150                                                  |
| Straße 155 (Lage)                | 0320                   | Bei der Erstanlage des Straßensystems vergebene laufende Nummer.                                                                    | unbekannt           | Die Straße 155 führt von der Ferdinand-Schultze-Straße nördlich der Industriebahn Tegel–Friedrichsfelde in Richtung Osten. Die Straße ist durch die Rampe der Hohenschönhauser Brücke im Zuge der Rhinstraße unterbrochen, sodass der Ostabschnitt nur von der Straße 150 aus erreicht werden kann. | Straße 155                                                  |
| Straße 156 (Lage)                | 0130                   | Bei der Erstanlage des Straßensystems vergebene laufende Nummer.                                                                    | unbekannt           | Die Straße 156 führt von der Marzahner Straße in einem Bogen zur Rhinstraße und endet vor dieser als Sackgasse. | Straße 156                                                  |
| Straße 158 (Lage)                | 0330                   | Bei der Erstanlage des Straßensystems vergebene laufende Nummer.                                                                    | unbekannt           | Die Straße 158 führt von der Plauener Straße zur Rhinstraße und endet kurz vor dieser als Sackgasse. Sie setzt sich aus der als Straße 132 bezeichneten Verlängerung der Treffurter Straße sowie dem Nordast der ehemaligen Hörscheler Straße, die parallel zur Treffurter und Dingelstädter Straße verlief, zusammen. | Straße 158                                                  |
| Strausberger Platz (Lage)        | 100 × 25               | Strausberg, Stadt in Brandenburg | vor 1915            | Der Strausberger Platz befindet sich etwa mittig im Märkischen Viertel und wird durch die Strausberger Straße, die Große-Leege-Straße sowie die Goeckestraße begrenzt. Der rechteckige Platz ist nicht zu verwechseln mit dem gleichnamigen Platz im Ortsteil Friedrichshain. | Strausberger Platz                                          |
| Strausberger Straße (Lage)       | 0305                   | Strausberg, Stadt in Brandenburg | vor 1906            | Die Strausberger Straße führt von der Konrad-Wolf-Straße zur Goeckestraße. Der Abschnitt zwischen Große-Leege-Straße und Goeckestraße ist aufgeweitet, der zwischen den beiden Fahrbahnen angelegte Platz bildet den Strausberger Platz. | Strausberger Platz                                          |
| Suermondtstraße (Lage)           | 1115 (im Ortsteil)     | Henry Suermondt (1846–1930), Eigentümer des Ritterguts Hohenschönhausen, Mitgründer der Grunderwerbs- und Baugesellschaft zu Berlin | vor 1913            | Die Suermondtstraße führt von der Hauptstraße aus nach Westen und geht an der Bezirksgrenze zu Pankow (Ortsteil Weißensee) in die Buschallee über. Die nördliche Straßenseite befindet sich teilweise auf Weißenseer Gebiet. Bis zu ihrer Umbenennung hieß die Straße entsprechend ihrer Richtung Weißenseer Weg. | Suermondtstraße                                             |
| Tamseler Straße (Lage)           | 0470                   | Tamsel (→ Dąbroszyn), Ortschaft der Gemeinde Witnica in der Woiwodschaft Lebus, Polen                                               | 9. Nov. 1936        | Die Tamseler Straße führt vom Malchower Weg in Richtung Westen und endet vor dem Naturschutzgebiet Fauler See. Zuvor wurde sie als Straße 128 bezeichnet. | Tamseler Straße                                             |
| Themarer Straße (Lage)           | 0255                   | Themar, Stadt in Thüringen | 17. Mai 1930        | Die Themarer Straße führt von der Dingelstädter Straße unmittelbar nördlich der Landsberger Allee nach Nordosten Richtung Papenpfuhl und geht dann in die Witzenhauser Straße über. Der ursprüngliche Verlauf führte weiter über die Industriebahn Tegel–Friedrichsfelde bis zum ehemaligen Biesdorfer Weg. Zuvor wurde sie als Straße 113 bezeichnet. | Themarer Straße                                             |
| Theobaldstraße (Lage)            | 0095                   | Theobald, männlicher Vorname | 16. Jan. 1925       | Die Theobaldstraße liegt in der südlichen Gartenstadt und verläuft von der Norbertstraße zur Detlevstraße. Der westliche Abschnitt bildet gleichzeitig den Nordrand des Roderichplatzes. | Theobaldstraße                                              |
| Titastraße (Lage)                | 0175                   | Adolf Tita (1875–1954), Gemeindevertreter in Hohenschönhausen                                                                       | 1920                | Die Titastraße führt vom Malchower Weg zur Paul-Koenig-Straße und ist zusammen mit letzterer Bestandteil der in den 1920er Jahren von Bruno Taut entworfenen Papageiensiedlung. | Titastraße                                                  |
| Treffurter Straße (Lage)         | 0480                   | Treffurt, Stadt in Thüringen | 30. Sep. 1927       | Die Treffurter Straße führt von der Landsberger Allee zur Plauener Straße. Der direkte Zugang zur Landsberger Allee wurde 1980 beim Ausbau der Straße unterbrochen. Zuvor wurde sie als Straße 112 bezeichnet. Unter der Hausnummer 10 steht die evangelische Philippus-Kapelle, 1953 eingeweiht. | Treffurter Straße                                           |
| Verdener Gasse (Lage)            | 0100                   | Verden (Aller), Stadt in Niedersachsen                                                                                              | 17. Mai 1930        | Die Verdener Gasse führt von der Küstriner Straße zur Große-Leege-Straße und endet unmittelbar vor dieser als Sackgasse. | Verdener Gasse                                              |
| Waldowstraße (Lage)              | 0705                   | Wilhelm von Waldow (1856–1937), Landrat des Landkreises Niederbarnim                                                                | vor 1902            | Die Waldowstraße führt von der Konrad-Wolf-Straße aus Richtung Nordwesten und endet zwischen Ober- und Orankesee an der Oberseestraße. Sie bildet den Übergang zwischen dem älteren und jüngeren Teil des Villenviertels. | Waldowstraße                                                |
| Wartenberger Straße (Lage)       | 1295 (im Ortsteil)     | Wartenberg, Ortsteil im Bezirk Lichtenberg von Berlin                                                                               | vor 1906            | Die Wartenberger Straße führt von der Hauptstraße nach Nordosten. Der Straßenführung nahe der Hauptstraße wurde 1983 zugunsten einer direkten Führung der Gehrenseestraße korrigiert, das nordöstliche Ende wurde verschwenkt und führt seitdem am Berliner Außenring entlang zur Falkenberger Chaussee. An der Arnimstraße überquert die Straße die Ortsteilgrenze zu Neu-Hohenschönhausen. | Wartenberger Straße                                         |
| Wassergrundstraße (Lage)         | 0340                   | Wassergrund, Gewässer in Alt-Hohenschönhausen                                                                                       | 30. Nov. 1995       | Die Wassergrundstraße im Gewerbegebiet führt entlang des Berliner Außenringes von der Marzahner Straße zur Bürknersfelder Straße. | Wassergrundstraße                                           |
| Waxweiler Weg (Lage)             | 0195                   | Waxweiler, Ortsgemeinde in Rheinland-Pfalz                                                                                          | 30. Okt. 1936       | Der Waxweiler Weg führt von der Feldtmannstraße aus nach Norden und endet hinter der Kreuzung Bitburger Straße an der nördlichen Ortsteilgrenze zu Neu-Hohenschönhausen. Zuvor wurde er als Straße 224 bezeichnet. | Waxweiler Weg                                               |
| Weißenseer Weg (Lage)            | 0920 (im Ortsteil)     | Weißensee, Ortsteil im Berliner Bezirk Pankow                                                                                       | 31. Jan. 1992       | Der Weißenseer Weg ist Teil der Verbindung zwischen Lichtenberg und Weißensee und Teil der äußeren Ringstraße des Hobrechtplans. Er verläuft im Ortsteil zwischen Fritz-Lesch-Straße und Landsberger Allee. Zwischen 1976 und 1992 hieß die Verbindung Ho-Chi-Minh-Straße, die davon abgeleitete inoffizielle Bezeichnung Ho-Chi-Minh-Pfad hat sich teilweise erhalten. | Weißenseer Weg                                              |
| Werneuchener Straße (Lage)       | 0790                   | Werneuchen, Stadt in Brandenburg | vor 1906            | Die Werneuchener Straße bildet die zentrale Nordwest-Südost-Verbindung im Märkischen Viertel und führt von der Konrad-Wolf-Straße zur Genslerstraße, wo sie in die Liebenwalder Straße übergeht. | Werneuchener Straße                                         |
| Witzenhauser Straße (Lage)       | 0855                   | Witzenhausen, Stadt in Hessen | 30. Sep. 1927       | Die Witzenhauser Straße führt von der Ferdinand-Schultze-Straße über die Rhinstraße und Dingelstädter Straße, knickt halbkreisförmig von Nordosten nach Südwesten ab und geht in die Themarer Straße über. Der Verlauf ist durch den Ausbau der Rhinstraße sowie eine Kleingartenanlage zweimal unterbrochen. | Witzenhauser Straße                                         |
| Wollenberger Straße (Lage)       | 0475                   | Wölsickendorf-Wollenberg, Ortsteil der Gemeinde Höhenland in Brandenburg                                                            | 15. Nov. 1978       | Die Wollenberger Straße verläuft in Nord-Süd-Richtung von der Gehrenseestraße zur Marzahner Straße. Sie ist die nördliche Zufahrt zum Gewerbegebiet westlich des Güterbahnhofs Berlin Nordost. | Wollenberger Straße                                         |
| Worbiser Straße (Lage)           | 0270                   | Worbis, Ortsteil der Stadt Leinefelde-Worbis in Thüringen                                                                           | 30. Sep. 1927       | Die Worbiser Straße führt von der Ferdinand-Schultze-Straße zur Treffurter Straße, wobei der Abschnitt von der Treffurter Straße zur Rhinstraße als Sackgasse vor letzterer endet. Zuvor trug sie die Bezeichnung Straße 109. | Worbiser Straße                                             |
| Wriezener Straße (Lage)          | 0395                   | Wriezen, Stadt in Brandenburg | vor 1906            | Die Wriezener Straße im Märkischen Viertel führt von der Konrad-Wolf-Straße zur Goeckestraße. | Wriezener Straße                                            |
| Zechliner Straße (Lage)          | 0810                   | Dorf Zechlin und Flecken Zechlin, Ortsteile der Stadt Rheinsberg in Brandenburg                                                     | 27. Okt. 1976       | Die Zechliner Straße wurde bei der Errichtung des Neubaugebietes Hohenschönhausen II angelegt und führt von der Landsberger Allee in geschwungener Straßenführung zur Genslerstraße. | Zechliner Straße                                            |

## Straßen und Plätze in der Kolonie Neuhohenschönhausen
Dieses Wohngebiet westlich des früheren Dorfkerns entstand am Ende des 19. Jahrhunderts als Teil des damaligen Lichtenberger Ortsteils Wilhelmsberg, zu deren Postbezirk es gehörte. Folgende Straßen existierten hier um 1900:
- Berliner Straße, die spätere Konrad-Wolf-Straße
- Hauptstraße, erhalten; siehe Hauptstraße
- Hofstraße,
- Koskestraße, benannt nach einer Familie in Hohenschönhausen, die hier Flächen in Erbbaupacht besaß und sich zu ihrem Anwesen einen eigenen Zuweg legen ließ. Um 1902 wurde der Weg als Koskestraße in das offizielle Straßenverzeichnis aufgenommen und bei der Anlage des Sportforums aufgehoben.[14]
- Sommerstraße, benannt nach dem Grundbesitzer und Gastwirt Gustav Sommer; der Straßenname wurde um 1891 vergeben und verschwand 1985 bei der Anlage des Sportforums[15]
- Steffenstraße, benannt nach dem ersten Eigentümer des Grundstücks, einem Schweinezüchter. Der Name bestand etwa zwischen 1891 und 1991. Durch den Bau des Sportforums wurde er als öffentlicher Verkehrsweg aufgehoben, jedoch in einem Hinweisschild „Eingang Steffenstraße“ war er noch lange erhalten.[16]
- Weißenseer Straße, die spätere Indira-Gandhi-Straße.

## Weiteres in Alt-Hohenschönhausen

### Parks, Freiflächen, Friedhöfe
- Orankesee mit dem Freibad Orankesee
- Oberseepark mit dem Obersee
- Das Naturschutzgebiet Fauler See grenzt im Westen an den Ortsteil.
- Sportforum Hohenschönhausen
- Gedenkstätten:
  - Zentrales Untersuchungsgefängnis des MfS
  - Sowjetisches Speziallager Nr. 3
- Friedhöfe in der Konrad-Wolf-Straße:
  - St. Markus Gemeinde
  - St. Hedwigsgemeinde
  - St. Pius Gemeinde
  - St. Andreas Gemeinde
- ein Friedhof in der Ferdinand-Schulze-Straße
- Gewerbeflächen:
  - Marzahner Straße
  - Große-Leege-/ Gärtner-/ Ferdinand-Schulze-Straße

### Kleingartenanlagen
Von den 17 Kleingartenanlagen (KGA) in Hohenschönhausen insgesamt befinden sich acht im Ortsteil.
- Kleingärtnerverein ‚Feldtmannsburg‘ (Lage): Diese Kleingartenanlage[18] liegt am Osten der Liebermannstraße und wurde 1917 in der Gemarkung Weißensee gegründet.[19] Der (Weißenseer) Bezirk I dieser Kleingartenanlage liegt nördlich des geschützten Landschaftsbestandteils ‚Teich an der Hansastraße‘ (der die Liebermannstraße unterbricht) und dem Grünstreifen auf dem die Ortsteilgrenze liegt. Die Anlage liegt zwischen der (nicht gewidmeten) Straße 248 und Straße 250 Nr. 2 und besitzt etwa 90 Parzellen auf 42.217 m² privatem Pachtland. Er ist durch Eintrag im FNP hoch gesichert.[20] Der (Weißenseer) Bezirk I ist im Kleingartenentwicklungsplan zusammen mit dem Hohenschönhauser Bezirk II unter 11035b mit 72.625 m² und zusammen 157 Parzellen angegeben. Zum Verein gehören zwei Flächen (Bezirk II und III) im Westzipfel des Nachbarortsteils Alt-Hohenschönhausen,[21] so ist die KGA im Kleingartenentwicklungsplan dem Bezirk Lichtenberg zugeordnet. Die KGA besitzt als Grundstücksadresse dadurch Dasburger Weg 1a. Der gesamte Verein besitzt 190 Parzellen auf 81.404 m².[22] Im Straßenverzeichnis sind Bezirk III als 9992, Bezirk II als 44201 vermerkt, der Weißenseer Bezirk I unter 44202. „Im Jahre 1917 wurde, damals vor den Toren Berlins, zur Überwindung der als Kriegsfolge entstandenen Hungersnot, der Bevölkerung Land für den Anbau von Rüben und Kartoffeln zur Verfügung gestellt. […] Nach dem Ersten Weltkrieg wurde aus den Parzellen zum Kartoffelanbau der Kleingärtner-Bauverein. […] Der Name soll an einen Mann erinnern, der sich u. a. als Ortsvorsteher von Weißensee, sehr für die sozialen Belange der Bürger einsetzte.“[23] Das Gartengelände ist Ausflugsziel von Neu-Hohenschönhausen. Im Juni 2006 stellte eine Bodengesellschaft als Besitzerin des Geländes in der Gemarkung Weißensee den Normenkontrollantrag, dass es nicht um eine Kleingartenanlage (Feldtmannsburg III) im Sinne des Bundeskleingartengesetzes, sondern um eine Kleinsiedlungsanlage mit Erholungsnutzung gehe. Das Grundstück war 1931 an den Kleingartenbezirksverband Weißensee verpachtet worden. Nach mehreren Änderungen des Bebauungsplans sicherte der Bezirk diese Fläche von einem Hektar dann, sodass im Kleingartenentwicklungsplan die Stufe Va: dauerhaft gesicherte Dauerkleingartenanlage vergeben ist.[24] Der Bezirk III liegt im Inneren der Einfamilienhaussiedlung Waxweiler, Bitburger, Kyllburger Weg, die Parzellen sind vom Rosenweg und Glück im Winkel erschlossen.[22] Der Bezirk III liegt zwischen Feldtmannstraße und einem Grünstreifen auf dem die Ortsteilgrenze zu Weißensee liegt, im Westen schließt der Grenzweg ab, der nach Bezirk I durchgeht, im Osten eine Siedlung an der Hansastraße, zu dieser parallel liegen See-, Pappel-, Bergweg, quer am Seeweg Brandweg, Sackgasse, Lindenweg.[22] Die genannten Wege sind Privatwege des Gartenvereins und nicht amtlich gewidmet.

- KGA ,Land in Sonne’ (Wartenberger Straße 49): Diese dauerhaft gesicherte Kleingartenanlage[25] umfasst auf 239.773 m² 681 Parzellen, darunter sind 18 Parzellen mit Dauerwohnrecht enthalten. (Kleingartenentwicklungsplan: 11036, Straßenliste (RBS): 44268)

- KGA ‚Mühlengrund‘ (Wartenberger Straße 35): Die Kleingartenkolonie liegt auf 41.403 m² Landesland und ist mit den 70 Partzellen und vier Dauerbewohnern als dauerhaft gesichert (11038, RBS: 44298) ausgewiesen.[25]

- KGA ‚Oranke‘ (Orankeweg 10, 20): Zur dauerhaft gesicherten Anlage[25] gehören 104 Parzellen auf 52.309 m² landeseigenem Land, sie ist im Kleingartenentwicklungsplan unter 11040 und im Straßenverzeichnis unter 44320 näher bezeichnet.

- KGA ‚Pflanzerfreunde‘ (Hansastraße): Im Kleingartenentwicklungsplan (11041, RBS: 44332) sind die 60 Parzellen aufgenommen, die 26.244 m² Privatland des Gartenvereins sind durch den verbindlichen Bebauungsplan[26] als dauerhaft gesicherte Dauerkleingärten aufgenommen.

- KGA ‚Roedernaue 1916‘ (Roedernstraße 65): Mit einer Fläche von 28.748 m² landeseigenem Pachtland sind die 47 Parzellen als fiktive Dauerkleingärten (11042, RBS: 44344) durch den Eintrag im Flächennutzungsplan gesichert.[25]

- KGA ‚Sonnenblume‘ (Landsberger Allee): Diese Anlage wurde am 3. September 1929 als Abteilung des Kleingartenvereins Böhmerwald ausgegründet.[27] Mit einem Dauerbewohner und 85 Kleingartenparzellen auf landeseigenem Grundstück (39.860 m²) ist die Anlage im Kleingartenentwicklungsplan (11044, RBS: 44381) durch die Darstellung im Flächennutzungsplan als dauerhaft gesichert ausgewiesen.[25] Am 5. Dezember 2017 beschloss das Bezirksamt Lichtenberg ein Bebauungsplanverfahren, womit die KGA langfristig gesichert bleibt.[28]

- KGA ,Weiße Taube’ (Siegfriedstraße 90, 130): Die Gartenkolonie ist im Kleingartenentwicklungsplan durch die Darstellung im Flächennutzungsplan als Grünfläche (Kleingarten) als dauerhaft gesichert aufgeführt. Die Anlage liegt auf landeseigenem Pachtland. 35 Parzellen (darunter drei Dauerbewohner) auf 19.370 m² der Fläche (11028a) sind als Dauerkleingärten[26] aufgenommen. Weitere 16 Parzellen (11028b) auf 6.473 m² sind als fiktive Dauerkleingärten ausgewiesen.[25]